# Симфония № 7 (Бетховен)
Симфония № 7 ля мажор, op. 92 — симфония Людвига ван Бетховена.
Завершена в 1812 году в Вене. Премьера состоялась в Вене, 8 декабря 1813 года.

## История
Премьера состоялась 8 декабря 1813 года под управлением автора в благотворительном концерте в пользу воинов-инвалидов в зале Венского университета.
Однако Седьмая симфония прошла незамеченной. Один из критиков назвал её «сопровождающей пьесой» к сочинению «Победа Веллингтона, или Битва при Виттории», исполнявшемуся в том же концерте.
Для М. И. Глинки Седьмая симфония была «непостижимо прекрасной». Р. Роллан писал о ней: «Симфония ля мажор — само чистосердечие, вольность, мощь. Это безумное расточительство могучих, нечеловеческих сил — расточительство без всякого умысла, а веселья ради — веселья разлившейся реки, что вырвалась из берегов и затопляет всё».
Наиболее известна вторая часть симфонии Allegretto, написанная в тональности ля минор (в контрасте с основной тональностью произведения ля мажор). Музыка Allegretto использована в саундтреках к фильмам «Зардоз» (1974), «Фрэнсис» (1982), «Парад планет» (1984), «Знамение» (2009), «Король говорит!» (2011), «22 июня. Роковые решения» (2011), при прощании с бывшим канцлером Германии Г. Колем в Страсбурге и т.п.

## Состав оркестра
Деревянные духовые
2 флейты
2 гобоя
2 кларнета (A)
2 фагота
Медные духовые
2 валторны (A, E)
2 трубы (D)
Ударные
Литавры
Струнные
I и II скрипки
Альты
Виолончели
Контрабасы

## Строение
1. Poco sostenuto. Vivace
2. Allegretto
3. Presto
4. Allegro con brio